# Chelicerca tantilla
Chelicerca tantilla is een insectensoort uit de familie Anisembiidae, die tot de orde webspinners (Embioptera) behoort. De soort komt voor in Mexico.
Chelicerca tantilla is voor het eerst wetenschappelijk beschreven door Ross in 2003.